# 長久保浩司
長久保 浩司（ながくぼ こうじ、1969年4月2日 - ）は、日本の登山家、会社員。

## 概要
1969年4月2日、埼玉県に生まれる。
高校時代より山岳部に所属。1993年東京農業大学林学科卒業後、海外遠征を続け、8000m峰5座に登頂。
現在、八海醸造勤務。東京農業大学山岳部コーチ。

## 経歴
- 1969年4月2日 - 埼玉県に生まれる。
- 1988年3月 - 埼玉県立鷲宮高等学校卒業。
- 1993年3月 - 東京農業大学林学科卒業。
- 1993年7月22日 - ガッシャーブルムII峰[南稜](8,034m/パキスタン)登頂。(谷川太郎,長久保浩司,大林一成,小笠原岩雄,佐藤正倫,吉田祐一)
- 1995年10月16日 - トゥインズ[西稜](7,350m/ネパール)登頂。(東京農業大学山岳会ネパール警察ギヴィゲラ峰(トゥインズ)合同登山隊1995:谷川太郎,長久保浩司,吉田祐一,小笠原岩雄,小林新二,沼野幸正,廣瀬健太)[1]
- 1996年8月12日 - K2[南々東稜アブルッツィルート](8,611m/パキスタン)登頂。1チームとして史上最多の12人の大量登頂に成功。(日本山岳会青年部K2登山隊:松原尚之,谷川太郎,村田文祥,吉田裕一,椎名厚史,赤坂謙三,山本厚,竹内洋岳,稲葉英樹,高橋和弘,佐野崇,長久保浩司)[2]
- 1999年9月28日 - チョ・オユー[西稜](8,201m/チベット)登頂。(東京農業大学隊:谷川太郎,長久保浩司,中村和貞,奥田仁一)
- 2003年5月10日 - ローツェ[西稜](8,516m/ネパール)登頂。(東京農業大学エベレストローツェ環境登山隊2003:谷川太郎,廣瀬健太,長久保浩司,中村和貞,吉田祐一)
- 2003年5月22日 - エベレスト[南東稜](8,848m/ネパール)登頂。(東京農業大学エベレストローツェ環境登山隊2003:谷川太郎,廣瀬健太,長久保浩司,吉田祐一,山村武史)
- 2008年 - 八海醸造入社。

## 著書雑誌等
- 長久保浩司著『山岳98号』「夢の頂へ 東京農大エベレスト･ローツェ環境登山隊2003」(2003,日本山岳会)
- 東京農業大学エベレスト・ローツェ環境登山隊2003編『EVELEST&LHOTSE 2003』（2007/3,東京農業大学山岳会）

## 関連書籍
- 東京農業大学山岳会TWINS編集委員会編著『TWINS:東京農業大学ガッシャブルムII峰登山隊1993』(1998/5,東京農業大学山岳会)
- 神長幹雄著『運命の雪稜 高峰に逝った友へのレクイエム』(1999/12/1,山と渓谷社)  ISBN 978-4635171502
- 山と渓谷社編集『山がくれた百のよろこび』(2004/3/1,山と渓谷社) ISBN 978-4635330374